# Lucy Gordon
Lucy Gordon (22. maj 1980 – 20. maj 2009) var en britisk skuespillerinde og model, født i Oxford, England. Hendes første rolle var i Perfume i 2001 og senere fik hun tilbudt biroller bl.a. i Spiderman 3, Serendipity og The Four Feathers.
Lucy Gordon begik selvmord den 20. maj 2009 i sin lejlighed i Paris, Frankrig, to dage før sin 29-års fødselsdag.

## Filmografi

### Film
| År   | Titel                             | Rolle             | Noter                          |
| ---- | --------------------------------- | ----------------- | ------------------------------ |
| 2001 | Perfume                           | Sarah             |                                |
| 2001 | Serendipity                       | Caroline Mitchell |                                |
| 2002 | The Four Feathers                 | Isabelle          |                                |
| 2005 | The Russian Dolls                 | Celia Shelburn    |                                |
| 2007 | Spider-Man 3                      | Jennifer Dugan    |                                |
| 2007 | Serial                            | Sadie Grady       |                                |
| 2009 | The Last International Playboy    | Kate Hardwick     |                                |
| 2009 | Brief Interviews with Hideous Men | Hitchhiker        |                                |
| 2009 | Cinéman                           | Viviane Cook      | Posthumous release             |
| 2010 | Gainsbourg (Vie héroïque)         | Jane Birkin       | Posthumous release; final role |

### Tv
| År   | Titel  | Rolle | Notesr                  |
| ---- | ------ | ----- | ----------------------- |
| 2005 | Stella | China | Episode: 'Office Party' |